# Li Čchiao-ming
Li Čchiao-ming (čínsky pchin-jinem Lǐ Qiáomíng, znaky zjednodušené 李桥铭, tradiční 李橋銘; * duben 1961 Jen-š’) je generál Čínské lidové osvobozenecké armády, od září 2022 velitel Pozemních sil ČLOA. Předtím v letech 2017–2022 sloužil jako velitel Severního válčiště ČLOA. Byl členem 19. ÚV, a v současnosti je členem 20. ústředního výboru Komunistické strany Číny.

## Kariéra
Li Čchiao-ming se narodil v dubnu 1961 v Jen-š’ v Luo-jangu, na západě provincie Che-nan. Do Čínské lidové osvobozenecké armády narukoval v roce 1976, ve svých 15 letech. Postupně zastával posty náčelníka štábu 361. pluku, velitele 364. pluku, náčelníka štábu 124. divize, zástupce náčelníka štábu 42. armádní sboru a velitele 124. divize 42. sboru.
V lednu 2010 se stal náčelníkem štábu 41. armádního sboru. V červenci 2011 byl povýšen do hodnosti generálmajora a v září 2013 byl jmenován velitelem 41. armádního sboru. V únoru 2016 byl jmenován velitelem pozemních sil Severního válčiště a o pár měsíců později mu byla udělena hodnost generálporučíka.
V září 2017 byl dále povýšen na generálplukovníka, přičemž se stal velitelem Severního válčiště ČLOA. Na XIX. sjezdu Komunistické strany Číny v říjnu 2017 byl zvolen členem 19. ústředního výboru. V září 2022 jej po pěti letech na postu velitele Severního válčiště ČLOA vystřídal Wang Čchiang.
Na XX. sjezdu KS Číny v říjnu 2022 se Li opětovně stal členem (20.) ústředního výboru. Následně byl v prosinci 2022 jmenován velitelem Pozemních sil ČLOA.